# ألكسيس أوتشوا
ألكسيس أوتشوا (بالإسبانية: Alexis Ochoa)‏ (13 يوليو 1992 في المكسيك - ) هو لاعب كرة قدم مكسيكي في مركز الهجوم.

## وصلات خارجية
- ألكسيس أوتشوا على موقع قاعدة بيانات كرة القدم.إي يو (الإنجليزية)
- ألكسيس أوتشوا على موقع Soccerway.com (الإنجليزية)